# Бакаї (заказник)
Бакаї — ландшафтний заказник загальнодержавного значення. Розташований у межах Васильківського району Дніпропетровської області, на південний захід від смт Васильківка.
Площа 690 га. Створений у 2005 році.
Охороняється ділянка екосистем у долині річки Вовча (в середній її течії) у місці впадіння в неї лівої притоки — річки Верхня Терса. Заказник вирізняється розмаїттям флори і фауни. Тут зростають: сальвінія плаваюча, рябчик руський, тюльпан дібровний, косарики тонкі тощо. З тварин водяться: журавель степовий, лелека чорний, очеретянка прудка, тушканчик великий, занесені до Червоної книги України.